# Mroga (rzeka)
Mroga – rzeka, prawy dopływ Bzury o długości 67,31 km i powierzchni dorzecza ok. 530 km².
Źródła rzeki znajdują się na wysokości 195 m n.p.m. w granicach wsi Gałkówek-Kolonia. Rzeka przepływa m.in. przez Bogdankę, Lisowice, Dmosin, Kołacin, Głowno i Bielawy. W Głownie na Mrodze znajdują się dwa zalewy: Mrożyczka i Huta Józefów.
W dolnym biegu Mroga płynie przez lekko pofałdowaną Równinę Łowicko-Błońską, w obrębie której uchodzi do Bzury, w rejonie wsi Sobota, na wysokości 91 m n.p.m. Głównym (lewym) dopływem Mrogi jest Mrożyca, która uchodzi do niej w Głownie. W miejscowości tej do Mrogi uchodzi także Brzuśnia, a w miejscowości Gaj Koluszkowianka.

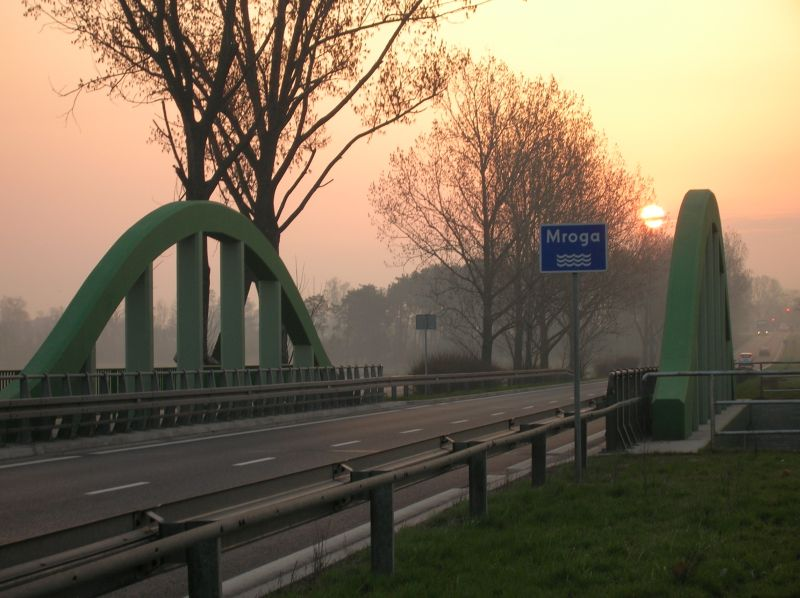
Most na Mrodze w Głownie

W rzece występuje głównie 11 gatunków ryb: płocie, okonie, jaź, jelec, karp, karaś, kleń, lin, płoć, szczupak, ukleja. Nad rzeką jak i w rzece można spotkać płazy, gady i bezkręgowce występujące w tym obszarze Polski: traszki, żaby, zaskrońce, jaszczurki, węże.